# 阿見201
阿見 201（あみ にいまるいち、本名：阿見 靖士（あみ やすし）、1979年7月22日 - ）は、日本の俳優、元お笑い芸人。埼玉県久喜市出身。浅井企画所属。
2004年から2014年までお笑いコンビ「デコボコ団」として活動していたが解散し、肩書きが俳優に変わる。

## 人物
- 身長201cm、体重120kg、足のサイズ31cm。
- 芸名は身長が201cmであることに由来する。お笑い界屈指の長身であり[2]、自他共に認める「日本一デカい芸人」。
- 2013年の日本アーマードバトル・リーグ発足当時から日本代表選手として活動し、ポールアームの個人戦では世界第4位の記録を持つ。
- 埼玉県立久喜北陽高等学校時代は野球部に所属していた。背番号10。応援歌は本人のリクエストで古畑任三郎のテーマ。
- 大東文化大学法学部政治学科卒業。大東文化大学落語研究会第27代幹事長。得意な演目は禁酒番屋。
- 教員免許（高校一種 地理歴史）、三国志検定3級の資格を持っている
- 趣味はTVゲーム全般、ドイツ系ボードゲーム、レトロゲーム収集。
- ぽ〜くちょっぷ篠木らとゲームトーク番組「アミポーク」を定期的に自主配信している。
- 派手な柄モノの服を好むため、ニコ生に出演すると「服がうるさい」というコメントが飛ぶ[3]。
- いきなり黄金伝説のスペシャル企画である『1ヶ月無人島生活』では、持ち前の知識をうまく利用して廃自転車を用いた火起こし器や竹を利用した釜用の自動薪補充器などを開発。また、番組内で何度か笑いを誘うシーンが多数存在するが発する本人達の状況を配慮する視聴者から"面白いけど笑えない"というコメントが多数送られたという（魚を下処理もせず生で食べるシーンや市場に出回らない魚を食して"お袋の味みたい"とコメントしている）。

## 出演
コンビでの出演歴についてはデコボコ団を参照。

### 映画
- スラッカーズ傷だらけの友情（2009年12月5日公開） - 福満健二 役
- 彼岸島（2010年1月9日公開、キム・テギュン監督） - 師匠 役
- ミロクローゼ（2012年11月24日公開、石橋義正監督） - 怪物 役
- 猫侍～南の島へ行く～（2015年9月5日公開、渡辺武監督）
- 劇場版 仮面ライダーゴースト 100の眼魂とゴースト運命の瞬間（2016年8月6日公開、諸田敏監督） - 石川五右衛門 役[4]
- 走れ!T校バスケット部（2018年11月3日公開、古澤健監督） - 斉藤健太 役[5]
- 映画刀剣乱舞-継承-（2019年1月18日公開、耶雲哉治監督） - 時間遡行軍 大太刀 役
- キングダム（2019年4月19日公開、佐藤信介監督） - ランカイ 役
- カツベン!（2019年12月13日公開、周防正行監督）- 大男（橘の手下） 役
- 99.9-刑事専門弁護士-THE MOVIE（2021年12月30日公開、木村ひさし監督） - 劇団員 役
- 鋼の錬金術師 完結編 最後の錬成（2022年6月24日公開、曽利文彦監督） - シグ・カーティス 役
- 激怒 RAGEAHOLIC（2022年公開、高橋ヨシキ監督） - 自警団の大男役
- 世界の終わりから（2023年4月7日公開、紀里谷和明監督） - シロ 役
- リボルバー・リリー（2023年8月11日、行定勲監督） - 唐獅子役
- シティーハンター（2024年4月25日、Netflix） - 羆 役
- 室町無頼（2025年1月17日、入江悠監督）[6]

### テレビドラマ
- デカワンコ 第5話（2011年2月12日、日本テレビ）
- ろくでなしBLUES 第10話 - 第12話（2011年9月、日本テレビ）- 上山 役
- 仮面ライダーフォーゼ 第31話（2012年4月15日、テレビ朝日） - 部長 役
- 青春探偵ハルヤ〜大人の悪を許さない!〜（2015年10月15日 - 12月24日、読売テレビ・日本テレビ）- 篠原俊喜 役
- 螻蛄（疫病神シリーズ） 第1話（2016年2月19日、BSスカパー!） - 小山 役
- プレミアムよるドラマ 初恋芸人（2016年3月1日 - 4月19日、NHK BSプレミアム） - 馬場田秀平 役
- 精霊の守り人II 悲しき破壊神 第1話（2017年1月21日、NHK総合） - 見張りの大男 役
- 重要参考人探偵 第6話（2017年11月24日、テレビ朝日） - 戸成金太郎 役
- NHK大河ドラマ
  - おんな城主 直虎（2017年） - レギュラーエキストラ[2]
  - いだてん〜東京オリムピック噺〜 第3話 - 第20話（2019年1月20日 - 5月26日） - 徳三宝 役[2]
- 大富豪同心 第4回（2019年5月31日、NHK BSプレミアム） - 大松 役
- 大江戸スチームパンク（2020年1月19日 - 3月22日、テレビ大阪） - 丈二 役[7]
- ひねくれ女のボッチ飯 第6話（2021年8月6日、テレビ東京） - バイト1 役
- お茶にごす。 第3話（2021年10月22日、テレビ東京） - 竹田 役
- 新・信長公記〜クラスメイトは戦国武将〜 第1話（2022年7月24日、読売テレビ・日本テレビ） - 背岳高雄 役
- 誘拐の日 第4話（2025年7月29日、テレビ朝日） - 鮫洲の手下 役[8]

### 舞台
- ダイヤのA TheLIVE（2015年） - 東清国 役
- こげた畳とゆれた知り尻（2016年）
- 島においでよ（2017年）
- 天国の本屋（2020年） - ナカタ 役
- 舞台「BASARA」（2022年） - 錵山将軍 役[9]
- 舞台「刀剣乱舞」心伝 つけたり奇譚の走馬灯（2024年） - 谷三十郎 役[10]

### バラエティ
- ダウンタウンのガキの使いやあらへんで!!年末SP（2008年12月31日・2009年12月31日、日本テレビ） - 大男の鬼太郎 役（2008年）、大男のくいだおれ太郎 役（2009年）
- いきなり!黄金伝説。（2011年2月10日・2012年7月12日、テレビ朝日）
- 1周回って知らない話（2018年9月5日、日本テレビ）- アスリート出身以外では日本一身長の高いタレントとして出演
- 爆報! THE フライデー（2019年6月28日、TBS） - 北尾光司 役
- 情報番組 マチコミ（2020年7月31日、9月18日、テレビ埼玉） - シークレットパーソナリティ
- 逆転人生（2021年1月4日、NHK総合） - 照ノ富士 役
- 芸能人が本気で考えた!ドッキリGP（2023年1月7日・2月18日、フジテレビ） - フランケンシュタイン 役

### インターネット
- ドラゴンクエストX TV（2014年11月4日 - 2015年4月25日、ニコニコ生放送）　- 第3期初心者大使
- 「北欧、暮らしの道具店」オリジナル短編ドラマ『庭には二羽』（2022年4月28日・29日、YouTube）[11]

### オリジナルビデオ
- ゼロワン Others 仮面ライダー滅亡迅雷（2021年7月14日） - ソルド404 役
- ゼロワン Others 仮面ライダーバルカン&バルキリー（2021年11月10日） - ソルド404 役

### CM
- サントリーコーヒーBOSS×ドラゴンクエストウォーク「石守さんと神田さん」篇（WebCM、2020年）